# Chrząstkoskórnik purpurowy

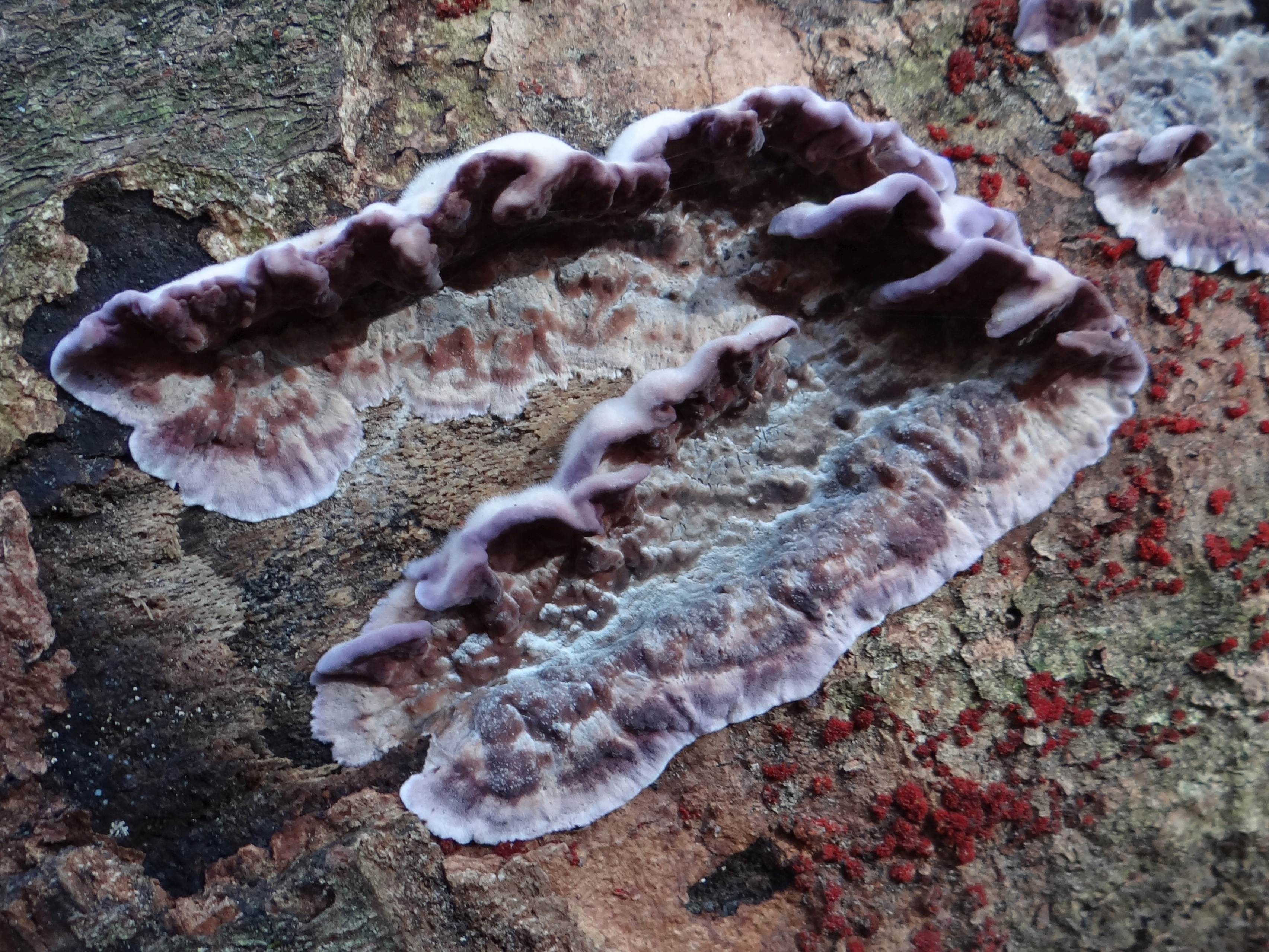

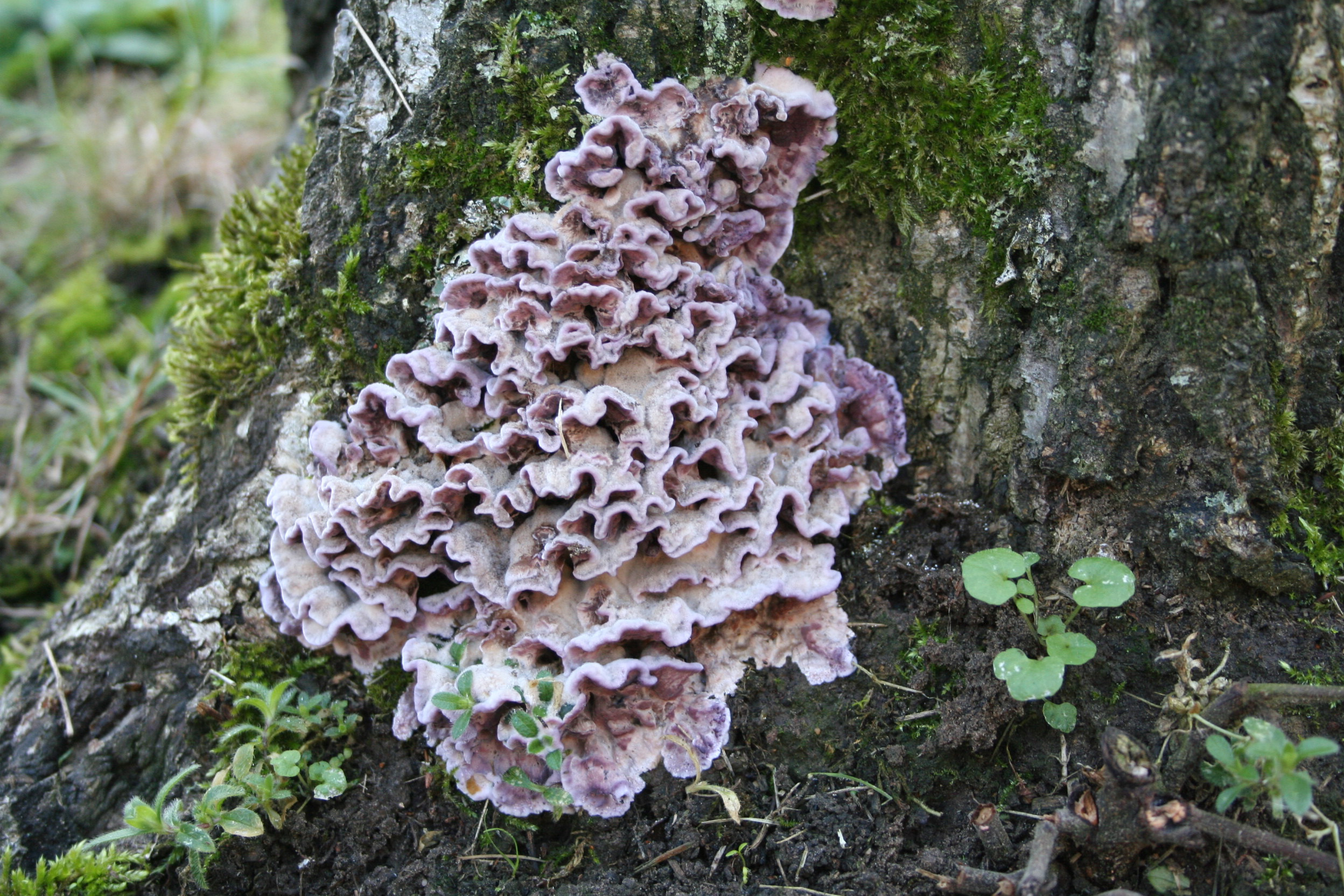
Silnie rozrośnięta kępa owocników chrząstkoskórnika purpurowego

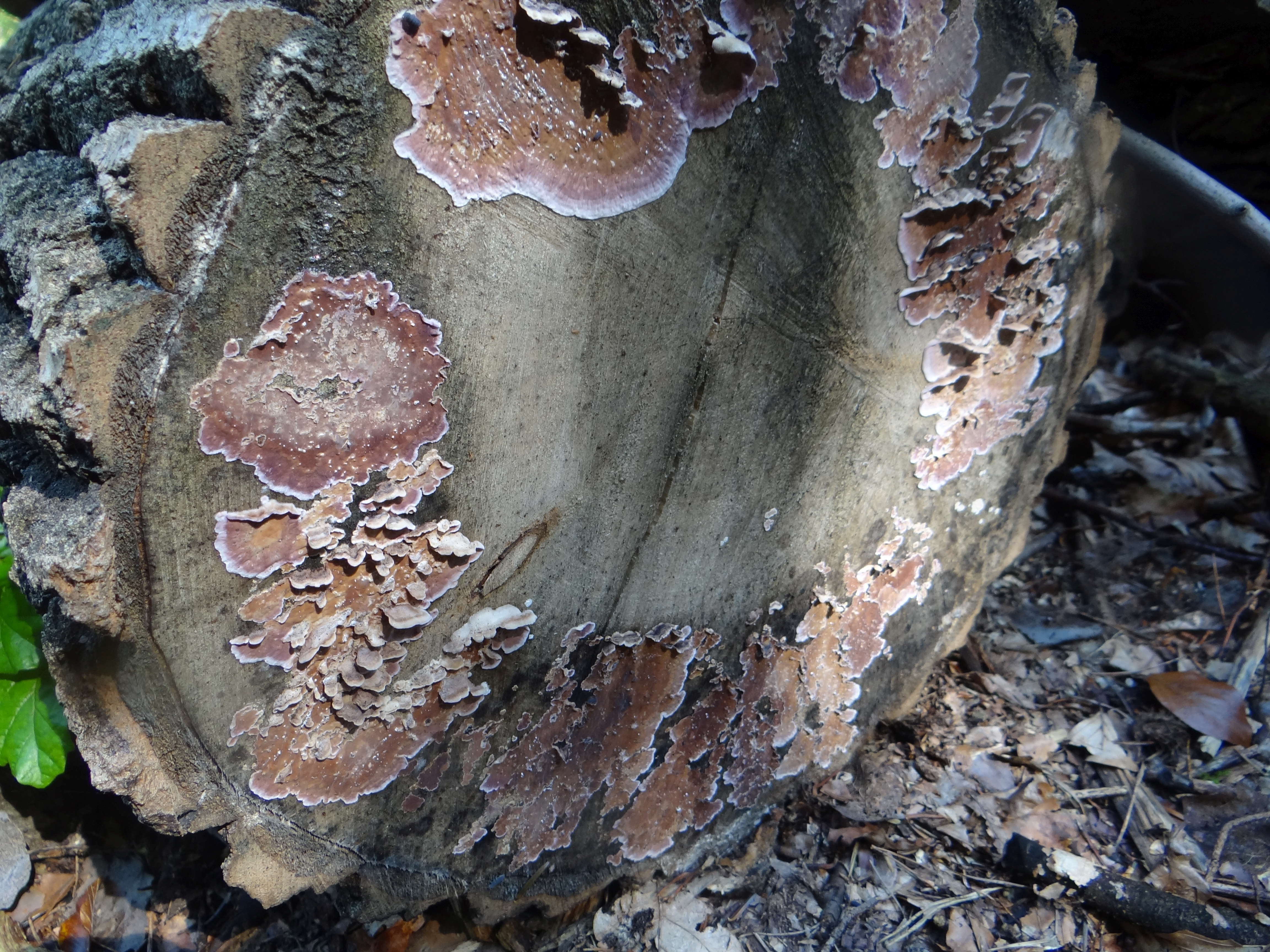
Chrząskoskórnik porastający miejsce cięcia

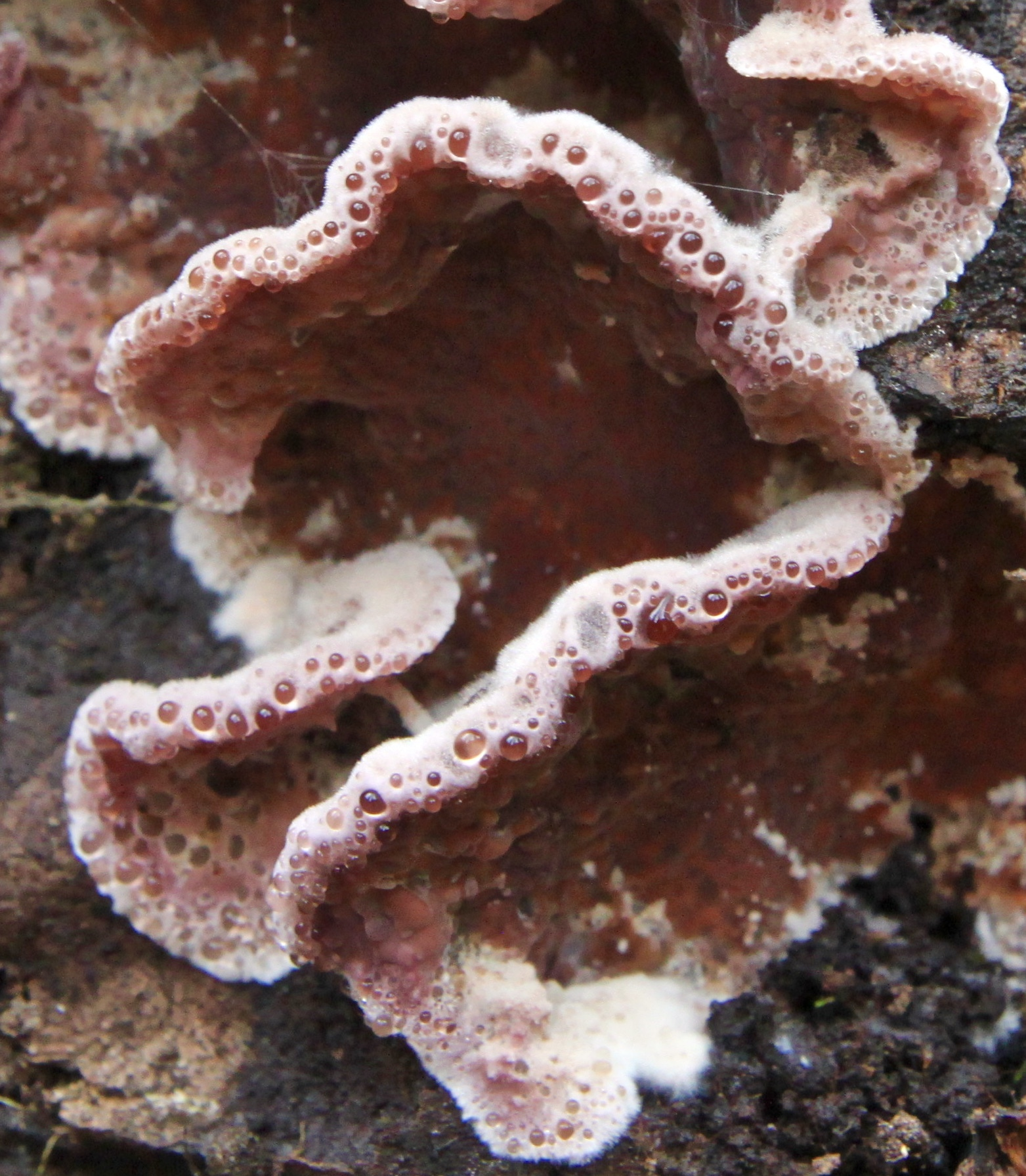
Gutacja na owocniku.

Chrząstkoskórnik purpurowy (Chondrostereum purpureum (Pers.) Pouzar) – gatunek grzybów należący do rodziny kielisznikowatych (Cyphellaceae).

## Systematyka i nazewnictwo
Pozycja w klasyfikacji według Index Fungorum: Chondrostereum, Cyphellaceae, Agaricales, Agaricomycetidae, Agaricomycetes, Agaricomycotina, Basidiomycota, Fungi.
Po raz pierwszy takson ten zdiagnozował w 1794 r. Christian Hendrik Persoon nadając mu nazwę Stereum purpureum. Obecną, uznaną przez Index Fungorum nazwę nadał mu w 1959 r. Zdeněk Pouzar, przenosząc go do rodzaju Chondrostereum.
Synonimów nazwy naukowej ma ponad 20.
Nazwę polską nadał Władysław Wojewoda w 2003 r., dawniej gatunek ten w polskim piśmiennictwie mykologicznym opisywany był jako pleśniak purpurowy, skórnik purpurowy, skórniak purpurowy lub ziarnoskórnik purpurowy.

## Morfologia
Owocnik
Szerokość 1–3 cm, rozpostarty lub rozpostarty z odgiętymi brzegami. Do podłoża przyrasta bokiem, często część owocnika odstaje od podłoża. Często występuje gromadnie i wówczas owocniki dachówkowato zachodzą na siebie. Powierzchnia filcowata, w kolorze od białawego do szarego. Hymenofor gładki, woskowy, strefowany, w różnych odcieniach koloru fioletowego, purpurowego i brązowego.
Miąższ
Elastyczny, bez zapachu. Jest warstwowany i najciemniejszy tuż pod górną powierzchnią, najbardziej jasny w środku.
Zarodniki
Bezbarwne, niemal cylindryczne, czasami nieco wygięte, o rozmiarach 5–8 × 2,5–3 (wyjątkowo do 5) μm.
Gatunki podobne
- uszak skórnikowaty (Auricularia mesenterica). Różni się kolorem spodniej strony (jest ciemnobrązowa), jest gumowaty, elastyczny i zawsze tworzy kapelusz[5].
- skórnica fioletowawa (Veluticeps abietina) też ma fioletowy owocnik, ale jest twardsza, ciemniejsza, dużo rzadsza (występuje gdzieniegdzie w Karpatach, Sudetach i na Wyżynie Krakowsko-Częstochowskiej)[4].

## Występowanie i siedlisko
Jest szeroko rozprzestrzeniony na kuli ziemskiej. W Polsce jest bardzo pospolity.
Pospolicie występuje w lasach, parkach, zaroślach, przy drogach, w ogrodach. Owocniki wyrastają na gałęziach, pniach i pniakach, zarówno na martwym, jak i żywym drewnie, głównie drzew liściastych, na drzewach iglastych rzadko. Wyrasta głównie na miejscach uszkodzonych. Najczęściej można go spotkać na powierzchni cięcia pni i pniaków. Owocniki wyrastają przez cały rok, najczęściej jednak jesienią i podczas łagodnej zimy.

## Znaczenie
Saprotrof lub pasożyt. Powoduje białą zgniliznę drewna. Ma duże znaczenie w sadownictwie i szkółkarstwie, gdyż atakuje wiele gatunków drzew uprawianych wywołując chorobę zwaną srebrzystością liści. Najbardziej zagrożone nią są drzewa i krzewy należące do rodzaju Prunus (śliwa, wiśnia). Spotykany jest także na jabłoni, gruszy, wierzbach, topoli, klonie, grabie, platanie, dębie, wiązie, bzie lilaku i innych. Sporadycznie może także infekować gatunki iglaste takie jak jodła, świerk czy żywotnik.
W sadach ochrona polega na wycinaniu i paleniu chorych gałęzi, lub całych drzew, gdy zaatakowana została duża część korony. Aby zapobiec zakażeniu należy po cięciu opryskiwać drzewa fungicydami benzimidazolowymi, a większe rany smarować specjalną pastą.